# چارلز گانیمیان
چارلز گانیمیان ( انگلیسی: Charles 'Chick' Ganimian؛ ۱۹۲۶ – ۱۹۸۸) موسیقی‌دان حرفه‌ای و نوازنده ارمنی‌تبار اهل ایالات متحده آمریکا بود که به خاطر مهارتش در عود شناخته شده‌است. گانیمیان موسیقی ترکیه عثمانی و ارمنستان را اجرا می‌نمود. 

## زندگی‌نامه
وی در ۱۹۲۶ در تروی، نیویورک به دنیا آمد. والین وی در سال ۱۹۲۲ از ماراش مهاجرت کرده بودند.  وی در تنهایی در دسامبر ۱۹۸۸ در سن ۶۳ سالگی در بیمارستان کهنه‌سربازان در اورنج جنوبی، نیوجرسی درگذشت